# Christopher Leith Evans
Pour les articles homonymes, voir Christopher Leith Evans.
Christopher Leith Evans (né en 1954 à Bremerton), communément appelé Christopher Evans ou Chris Evans, est un peintre américain, matte artist et spécialiste des effets visuels pour le cinéma.

## Biographie
Il a créé plus de 100 peintures mattes pour des films tels que E.T., l'extra-terrestre (1982), Star Trek 2 : La Colère de Khan (1982), Star Wars, épisode VI : Le Retour du Jedi (1983), Star Trek 3 : À la recherche de Spock (1984), Star Trek 4 : Retour sur Terre (1986), Willow (1988) ainsi que Titanic (1997) et L'Étrange Histoire de Benjamin Button (2008).
Evans a reçu un Primetime Emmy en 1985 pour L'Aventure des Ewoks (1984) et a été nommé pour un Oscar en 1988 pour Willow (1988).
Parallèlement à sa carrière cinématographique, Evans a créé de nombreuses œuvres d'art et a exposé son travail dans plusieurs expositions individuelles, collectives et publiques.